# Österreichische Fußballmeisterschaft 2005/06
Die Spiele um die österreichische Fußballmeisterschaft 2005/06 wurden in der „T-Mobile-Bundesliga“, der höchsten Spielklasse Österreichs, ausgetragen. Die zweite Liga trug den Sponsornamen „Red-Zac-Erste-Liga“, darunter spielten die Drittligisten in den drei Regionalligen West, Mitte und Ost um den Aufstieg in die Erste Liga. Die Damen spielten in der ÖFB-Frauenliga, die im Gegensatz zur Bundesliga der Männer vom ÖFB direkt ausgerichtet wurde, um den Meistertitel und der Qualifikation zum internationalen UEFA Women’s Cup. Die Meister der Zweiten Divisionen spielten in einer Relegationsrunde um den Aufstieg in die höchste Frauenspielklasse.

## Erste Leistungsstufe – Bundesliga

### Modus
Die T-Mobile-Bundesliga wurde mit 10 Mannschaften bestritten, die während des gesamten Spieljahres je viermal aufeinander trafen. FK Austria Wien fixierte nach einem abwechslungsreichen Meisterschaftsverlauf in der vorletzten Runde seinen 23. Meistertitel vor dem Verfolger Red Bull Salzburg. Der letzte Titelgewinn der Austria datierte zuvor aus dem Jahr 2003. Der Vorjahresmeister Rapid musste sich mit dem fünften Platz zufriedengeben und versäumte den Einzug in einen internationalen Bewerb. Aufsteiger Ried klassierte sich nach einer Aufholjagd im Herbstdurchgang am vierten Tabellenplatz und erreichte damit das bisher beste Vereinsergebnis in der Meisterschaft. Austria Wien und Red Bull Salzburg qualifizierten sich für die Champions-League-Qualifikation, Pasching und Cupfinalist Mattersburg für den UEFA-Cup sowie Ried für den UI-Cup.

### Wissenswertes
Austria Wien

Frank Stronach kündigte am 21. November 2005 an, sich nach der Saison 2006/07 von der Austria zurückzuziehen. Am 24. April 2006 wurde Austria-Keeper Joey Didulica am Wiener Straflandesgericht zu 60.000 Euro Geldstrafe für sein schweres Foul an Rapid-Spieler Axel Lawarée im Wiener Derby vom 26. Mai 2005 verurteilt. Austria-Ikone Toni Polster wurde nach seiner Klage gegen die angeblich unrechtmäßige Entlassung im Vorjahr im Horr-Stadion zur Persona non grata erklärt und mit einem Stadionverbot belegt. Hinter den Kulissen wurde gemunkelt, der eigentliche Grund sei ein von Polster geplanter „Putschversuch“ gegen Präsident Stronach. Frenk Schinkels, zu Beginn der Saison von den eigenen Fans noch mit „Stinkels-raus“-Plakaten bedacht führte die Veilchen zum Double.
Red Bull Salzburg

Der Klub, der in dieser Saison für die meisten Schlagzeilen und Diskussionen sorgte, war Red Bull Salzburg. Bereits nach kurzer Zeit war der Jubel über das Engagement von Red Bull beim harten Kern der Austria-Salzburg-Fans verebbt. Die Verleugnung der Vereinsgeschichte, die Umbenennung und vor allem der Verzicht auf die violetten Klubfarben kam einer Auslöschung des Traditionsvereins gleich und sorgte für Unmutskundgebungen der Fans und für ein mediales Echo in weiten Teilen Europas. Nachdem Red Bull sogar Stadionverbote gegen Anhänger aussprach, die in den alten violetten Dressen erschienen, und zwischen den Fans und den neuen Klubverantwortlichen keine Annäherung erzielt wurde, kam es in weiter Folge zur Gründung der Initiative Violett-Weiß sowie zur Gründung des neuen SV Austria Salzburg, der in Spielgemeinschaft mit dem PSV S/W Salzburg in violetten Dressen in der Salzburger Landesliga antrat. Nach dem Bruch mit den alten Austria-Anhängern entwickelte sich im Stadion Wals-Siezenheim eine völlig neue Fankultur. Im Schnitt kamen rund 16.500 Zuschauer in die „Bullenarena“, die seither ironisch als größte Partyzone Österreichs bezeichnet wird.
Die ehemalige violette Austria Salzburg wurde nach der Übernahme durch Red Bull komplett umgebaut. Der neue Trainer Kurt Jara holte gleich zu Beginn der Saison 18 neue Spieler, von den bisherigen violetten Stützen blieben nur Arzberger, Suazo, Pichorner, Scharrer, Jank und Urgestein Winklhofer im Kader. Nach einem sehr schlechten Start rutschte Red Bull Salzburg zwischenzeitlich auf den vorletzten Platz ab. Am Ende des Grunddurchgangs zählte der bereits als Abstiegskandidat gehandelte Verein als Herbstmeister jedoch bereits zu den Titelanwärtern. In der Winterpause sorgte die Verpflichtung des als unverkäuflich bezeichneten Rapidstars Andreas Ivanschitz für Aufsehen und für Aufruhr bei den Hütteldorfer Fans, die den Burgenländer nach seinem Abgang von Rapid als „Judas“ brandmarkten. In der Frühjahrsmeisterschaft kam der große Durchbruch des zwischenzeitlich als Flop abgetanen Nachwuchsstürmers Marc Janko. Mit 11 Toren in 17 Meisterschaftsspielen schoss sich der Niederösterreicher an die zweite Stelle der Torschützenliste und in den Teamkader für das Kroatien-Länderspiel. Letztendlich spielte Salzburg bis zur vorletzten Runde um den Meistertitel mit, brachte sich jedoch durch die eigene Auswärtsschwäche und die Unform des teuer aus Siena heimgeholten Alexander Manninger selbst um den Erfolg. Manninger, von Trainer Jara vorab zum Einsergoalie erklärt, fiel auf Grund einer Hand- und Schulterverletzung beinahe den gesamten Herbst aus und fand in Ersatztormann Arzberger einen ausgesprochen starken Konkurrenten. Jara vertraute nach seiner Genesung weiterhin dem ehemaligen Teamkeeper, der sein in ihn gesetztes Vertrauen mit peinlichen Fehlgriffen und zu vielen unnötigen Patzern jedoch nicht rechtfertigen konnte und seiner Mannschaft letztlich wohl auch den Titel kostete.
Nach Beendigung der Meisterschaft wurde Trainer Jara auf Grund möglicher Spekulationen bei Spielertransfers entlassen. Als Nachfolger wurde das Duo Giovanni Trapattoni (Teamchef) und Lothar Matthäus (Trainer) verpflichtet.
VfB Admira Wacker Mödling

Admira Mödling zählte nach dem Engagement des iranischen Klub-Präsidenten Majid Pishyar und dessen Einkäufen als heimlicher Titelanwärter, kam aber trotz der qualitativen Aufstockung des Kaders (Mandl, Wagner, Flögel, Wimmer, Wallner) nie aus der Abstiegszone.
Für Aufregung sorgten Auseinandersetzungen in Kickbox-Manier nach dem Spiel Admira gegen Tirol in der Südstadt. Einige Admiraner verloren nach dem 1:1, das zwei verlorene Punkte im Abstiegskampf bedeutete, auch noch die Nerven und prügelten auf die Tiroler ein. Haupttäter Mohsen Faraji, ein nicht aufgestellter iranischer Kaderspieler der Südstädter, der von der Tribüne aus aufs Spielfeld lief und die Kämpfe initiierte, wurde vom Strafsenat für 20 Spiele gesperrt. Weitere beteiligte Kicker waren Gerd Wimmer (12 Spiele Sperre), Nino Bule (9 Spiele) und Mahir Sağlık (3 Spiele). Auf Tiroler Seite wurden Sperren für Željko Pavlović (4 Spiele) und Hannes Aigner (2 Spiele) ausgesprochen.
Grazer AK

Harald Sükar löste am 24. Juni 2005 den bisherigen „Meister“-Präsidenten Rudi Roth an der Vereinsspitze ab und sorgte mit seiner Einschätzung der Vereinsfinanzen für Verwunderung und Verstimmung bei den Rotjacken: „Die finanzielle Grundlage und das sportliche Team sind da. Ich kann mich ins gemachte Nest setzen.“  Als Sükar erkannte, wie schlecht es finanziell um den Verein stand, folgten die Notverkäufe der Leistungsträger Tokic, Bazina und Aufhauser. Nach der Trennung von Erfolgscoach Walter Schachner, den es zum TSV 1860 München zog, war das Meistertriumvirat von 2004 (Roth, Weninger, Schachner) Geschichte. Als Ersatz für Schachner folgte der Däne Lars Søndergaard auf die Trainerposition. Am 31. März gab Sükar zum Ärgernis vieler Fans die Rückkehr seines Vor-Vorgängers Peter Svetits, der während seiner Amtszeit den Klub in beträchtliche Schulden gestürzt haben soll, bekannt. Während der Saison verstarb am 13. Juli 2005 der amtierende GAK-Manager Hannes Weninger an einem jahrelangen Krebsleiden.
SK Sturm Graz

Für Schlagzeilen sorgte in dieser Saison Präsident Hannes Kartnig mit seinem Rücktritt vom Rücktritt, die angebliche Wettaffaire, die Namens-Diskussion um das Grazer Stadion und der Aufstieg einiger hoffnungsvoller Talente. Am 7. November 2005 kündigte Kartnig nach 13 Jahren seinen Rücktritt vom Präsidentenamt an. Als der designierte Nachfolger Carlo Platzer jedoch zurückzog, war „Zar Hannes“, wie Kartnig in Graz genannt wird, gezwungen seine Amtszeit um weitere drei Monate zu verlängern und ließ sich, nachdem sich auf Grund der finanziell prekären Lage bei den „Blackies“ kein Nachfolger fand, bei der Generalversammlung im Frühjahr 2006 erneut für drei Jahre in seinem Amt bestätigen.
Im April 2006 verkündete die Grazer Polizei, dass Sturm-Trainer Michael Petrović und Spieler Bojan Filipović in einen Wettskandal verwickelt wären. Ihnen wurde vorgeworfen, mit dem Serben Dragan Antic vereinbart zu haben, dafür Sorge zu tragen, dass die Spiele gegen Austria Wien und Red Bull Salzburg verloren gingen. Sowohl Petrovic und Filipovic verwehrten sich gegen die Vorwürfe. Stichhaltige Beweise für die Anschuldigung konnten nicht vorgebracht werden und auch durch die Abhörprotokolle konnten die beiden nicht überführt werden. Das Kuriose an den Vorwürfen stellten die tatsächlichen Resultate der beiden, angeblich abgesprochenen Spiele dar: Gegen Austria erreichte Sturm ein 0:0-Remis und beim 4:0-Erfolg über Salzburg erzielte sogar Filipovic selbst den Führungstreffer.
Nach der Hinrichtung von Tookie Williams sah sich der kalifornische Gouverneur Arnold Schwarzenegger in seiner ehemaligen Heimat vehementer Kritik ausgesetzt. Von mehreren Parteien, Organisationen und auch einem Teil der Öffentlichkeit wurde die Entfernung des Arnold-Schwarzenegger-Namenszugs vom Stadion in Liebenau gefordert. Schwarzenegger selbst beendete diesen Disput mit seiner Heimatstadt, indem er kurz vor Weihnachten der Stadt Graz verbot, weiterhin seinen Namen zu verwenden, und schickte per Post sogar seinen Ehrenring der Stadt Graz an diese zurück. Das Stadion hieß sodann für einige Tage einfach nur Stadion Graz-Liebenau und wurde, nachdem ein Sponsor gefunden wurde in UPC-Arena umbenannt.
Die Lizenzfrage

Der Senat 5 der Bundesliga verweigerte Ende April gleich vier Vereinen die Spielgenehmigung für die nächste Saison. Die Grazer Klubs Sturm und GAK erhielten diese jedoch in zweiter Instanz, nachdem die zuvor für die Nichterteilung ausschlaggebende „unklare Formulierung der Haftungszusage des Landes Steiermark“ präzisiert worden war. Ebenso positiv verlief die zweite Prüfung beim Erstligisten SC Schwanenstadt. Der einzige negative Entscheid betraf somit nur noch den Absteiger VfB Admira Wacker Mödling. Als Grund für die Lizenzverweigerung wurde angegeben, dass die Sponsorgelder des iranischen Klub-Präsidenten Pishyar nicht einklagbar wären, da sich der Sitz der „32group“ in Dubai befindet und es kein Rechtsabkommen zwischen Österreich und den Vereinigten Arabischen Emiraten gäbe. Die Admira brachte daraufhin eine Klage gegen die Lizenzverweigerung beim Ständigen Neutralen Schiedsgericht ein. Dieses Gremium entschied am 31. Mai 2006 für die Lizenzvergabe an die Admira, die dadurch vom Gang in die Regionalliga bzw. von der bereits angedachten Auflösung Abstand nehmen konnte.

### Abschlusstabelle
| Pl. | Verein                    | Sp. | S  | U  | N  | Tore    | Diff. | Punkte |
| --- | ------------------------- | --- | -- | -- | -- | ------- | ----- | ------ |
| 1.  | FK Austria Wien (C)       | 36  | 19 | 10 | 7  | 051:330 | +18   | 67     |
| 2.  | Red Bull Salzburg         | 36  | 20 | 3  | 13 | 062:420 | +20   | 63     |
| 3.  | ASKÖ Pasching             | 36  | 16 | 10 | 10 | 043:320 | +11   | 58     |
| 4.  | SV Ried (N)               | 36  | 13 | 13 | 10 | 048:470 | +1    | 52     |
| 5.  | SK Rapid Wien (M)         | 36  | 13 | 10 | 13 | 051:410 | +10   | 49     |
| 6.  | Grazer AK                 | 36  | 13 | 6  | 17 | 047:480 | −1    | 45     |
| 7.  | SV Mattersburg            | 36  | 12 | 8  | 16 | 040:540 | −14   | 44     |
| 8.  | SK Sturm Graz             | 36  | 10 | 12 | 14 | 044:510 | −7    | 42     |
| 9.  | FC Wacker Tirol           | 36  | 10 | 12 | 14 | 044:550 | −11   | 42     |
| 10. | VfB Admira Wacker Mödling | 36  | 9  | 6  | 21 | 042:690 | −27   | 33     |

| (M) | Österreichischer Meister 2004/05 |
| (C) | ÖFB-Cup-Sieger 2004/05           |
| (N) | Aufsteiger der Saison 2004/05    |

### Torschützenliste
Torschützenkönig der Bundesliga wurden erstmals Sanel Kuljic von der SV Ried und der Austrianer Roland Linz mit je 15 erzielten Toren. Eine sensationelle Herbstsaison brachte den Durchbruch von neuen Salzburg-Stürmer Marc Janko, der sich mit 11 Treffern noch auf den zweiten Rang platzierte.
| Platz | Spieler            | Nationalität   | Club                    | Tore |
| ----- | ------------------ | -------------- | ----------------------- | ---- |
| 1.    | Sanel Kuljić       | Österreich     | SV Ried                 | 15   |
| 1.    | Roland Linz        | Österreich     | FK Austria Wien         | 15   |
| 3.    | Mario Bazina       | Kroatien       | Grazer AK SK Rapid Wien | 11   |
| 3.    | Marc Janko         | Österreich     | FC Red Bull Salzburg    | 11   |
| 3.    | Marek Kincl        | Tschechien     | SK Rapid Wien           | 11   |
| 3.    | Michael Mörz       | Österreich     | SV Mattersburg          | 11   |
| 7.    | Muhammet Akagündüz | Österreich     | SK Rapid Wien           | 9    |
| 7.    | Ilčo Naumoski      | Mazedonien     | SV Mattersburg          | 9    |
| 7.    | Olivier Nzuzi      | Republik Kongo | SK Sturm Graz           | 9    |
| 7.    | Thomas Pichlmann   | Österreich     | FC Superfund            | 9    |
| 7.    | Sigurd Rushfeldt   | Norwegen       | FK Austria Wien         | 9    |
| 7.    | Alexander Zickler  | Deutschland    | FC Red Bull Salzburg    | 9    |

siehe auch Liste der besten Torschützen Österreichs

### Die Meistermannschaft des FK Austria Wien
(In Klammern werden Einsätze und Tore angegeben.)
| FK Austria Wien | |
| FK Austria Wien | - Tor: Joey Didulica (29/-); Szabolcs Sáfár (7/-) - Abwehr: Mikael Antonsson (12/-); Didier Dheedene (18/-); Ernst Dospel (17/1); Delano Hill (6/-); Saša Papac (20/-); Franz Schiemer (5/-); Mario Tokić (29/2); Fernando Troyansky (28/-) - Mittelfeld: Jocelyn Blanchard (33/1); Nastja Čeh (32/3); Vladimír Janočko (2/1); Markus Kiesenebner (20/2); Andreas Lasnik (21/2); Florian Metz (12/-); Sebastian Mila (13/2); Arkadiusz Radomski (25/-); Maicon dos Santos (8/1); Christian Schragner (11/-); Libor Sionko (31/6); Štěpán Vachoušek (13/1) - Sturm: Roland Linz (31/15); Joachim Parapatits (5/-); Sigurd Rushfeldt (33/9); Filip Šebo (32/5); Roman Wallner (9/-) - Trainer: Frenkie Schinkels |

### Aufsteiger aus der Ersten Liga
- SCR Altach

Der Verein aus Altach qualifizierte sich erstmals in seiner Geschichte und als erst fünfter Fußballklub aus Vorarlberg für die höchste österreichische Spielstufe.

## Zweite Leistungsstufe – Erste Liga

### Allgemeines
Die nach dem Sponsor benannte „Red Zac-Erste Liga“ ist die zweithöchste österreichische Spielklasse nach der T-Mobile-Bundesliga. Gleich der obersten Spielklasse trafen auch die Erstligisten in der Saison vier Mal aufeinander.
SCR Altach kürte sich in der vorletzten Runde durch einen 1:0-Erfolg im Vorarlberger Derby gegen Lustenau erstmals zum Meister der zweiten Liga und feiert somit in der Saison 2006/07 seine Premiere in der ersten Bundesliga. Die Saison verlief überaus spannend, waren bis kurz vor Ende der Meisterschaft noch fünf Klubs, neben Altach noch Austria Lustenau, LASK, Kärnten und die Austria Amateure an der Entscheidung um den Meistertitel beteiligt. Vielversprechend verlief das Debüt der ersten Amateurmannschaft eines Bundesligisten in der zweiten Liga für die Nachwuchskicker der Wiener Austria. Nach einem sehr guten Saisonstart dominierten die Austria Amateure die Herbstsaison und fielen erst im letzten Drittel der Frühjahrsmeisterschaft etwas zurück. Der FC Kufstein stieg direkt eine Saison nach Aufstieg wieder in die Regionalliga West ab.

### Abschlusstabelle
| Pl. | Verein                       | Sp. | S  | U  | N  | Tore    | Diff. | Punkte |
| --- | ---------------------------- | --- | -- | -- | -- | ------- | ----- | ------ |
| 1.  | SCR Altach                   | 36  | 20 | 8  | 8  | 061:350 | +26   | 68     |
| 2.  | LASK Linz                    | 36  | 19 | 9  | 8  | 051:300 | +21   | 66     |
| 3.  | SC Austria Lustenau          | 36  | 17 | 11 | 8  | 054:320 | +22   | 62     |
| 4.  | FK Austria Wien Amateure (N) | 36  | 16 | 10 | 10 | 058:400 | +18   | 58     |
| 5.  | FC Gratkorn                  | 36  | 14 | 12 | 10 | 047:400 | +7    | 54     |
| 6.  | DSV Leoben                   | 36  | 14 | 9  | 13 | 059:490 | +10   | 51     |
| 7.  | FC Kärnten                   | 36  | 15 | 6  | 15 | 057:500 | +7    | 51     |
| 8.  | SV Stadtwerke Kapfenberg     | 36  | 10 | 9  | 17 | 051:690 | −18   | 39     |
| 9.  | SC Dialog Schwanenstadt (N)  | 36  | 9  | 6  | 21 | 033:570 | −24   | 33     |
| 10. | FC Kufstein (N)              | 36  | 4  | 4  | 28 | 023:920 | −69   | 16     |

| (N) | Neuaufsteiger der Saison 2004/05 |

### Torschützenliste
LASK-Spieler Ivica Vastić holte sich mit 19 Toren die Schützenkrone in der Zweiten Liga. Ihm folgten Markus Aigner von Leoben und Armin Hobel von Austria Lustenau mit je 17 Treffern.
19 Tore Ivica Vastić (LASK Linz)
17 Tore Markus Aigner (Leoben), Armin Hobel (Lustenau)
16 Tore Georges Panagiotopoulos (Gratkorn)
15 Tore Gerald Krajic (Leoben)
14 Tore Rade Djokic (Kapfenberg)
12 Tore Christoph Saurer (Austria Amateure)
11 Tore Oliver Mattle (Altach)
10 Tore Arno Kozelsky (Leoben), Joachim Parapatits (Austria Amateure)

### Aufsteiger aus den Regionalligen
- Regionalliga Ost: SC-ESV Parndorf 1919
- Regionalliga Mitte: TSV Hartberg
- Regionalliga West: FC Lustenau 07

## Dritte Leistungsstufe – Regionalligen
Die Meister der drei Regionalligen konnten sich, bedingt durch eine Aufstockung der Ersten Liga auf zwölf Vereine, ab dieser Saison wieder direkt, das heißt ohne Zwischenschaltung von Relegationsspielen, für die zweite Spielstufe qualifizieren.

### Regionalliga Ost
Allgemeines

Parndorf fixierte nach einem umkämpften Meisterschaftsdreikampf mit dem SKN St. Pölten und der Vienna erst in der letzten Runde den Titel und stieg damit erstmals in der Vereinsgeschichte in die professionelle zweite Liga auf. Die Vienna durfte im Kampf um den Aufstieg bis zu 7000 Zuschauer auf der Hohen Warte begrüßen.
Abschlusstabelle
| Pl. | Verein                     | Sp. | S  | U  | N  | Tore    | Diff. | Punkte |
| --- | -------------------------- | --- | -- | -- | -- | ------- | ----- | ------ |
| 1.  | SC-ESV Parndorf 1919       | 30  | 20 | 5  | 5  | 052:230 | +29   | 65     |
| 2.  | SKN St. Pölten             | 30  | 19 | 7  | 4  | 065:330 | +32   | 64     |
| 3.  | First Vienna FC 1894       | 30  | 19 | 5  | 6  | 056:210 | +35   | 62     |
| 4.  | PSV Team für Wien          | 30  | 15 | 5  | 10 | 041:330 | +8    | 50     |
| 5.  | VfB A/W Mödling Amateure   | 30  | 13 | 7  | 10 | 048:470 | +1    | 46     |
| 6.  | Wiener Sportklub Wienstrom | 30  | 12 | 7  | 11 | 049:510 | −2    | 43     |
| 7.  | FC Waidhofen/Ybbs          | 30  | 12 | 5  | 13 | 046:500 | −4    | 41     |
| 8.  | SV Würmla                  | 30  | 10 | 8  | 12 | 036:430 | −7    | 38     |
| 9.  | SC Ritzing                 | 30  | 10 | 7  | 13 | 032:420 | −10   | 37     |
| 10. | Kremser SC                 | 30  | 9  | 9  | 12 | 036:420 | −6    | 36     |
| 11. | SC Zwettl (N)              | 30  | 9  | 6  | 15 | 044:460 | −2    | 33     |
| 12. | SC Neusiedl am See (N)     | 30  | 7  | 10 | 13 | 041:490 | −8    | 31     |
| 13. | SV Schwechat               | 30  | 7  | 10 | 13 | 027:380 | −11   | 31     |
| 14. | SC Eisenstadt              | 30  | 7  | 10 | 13 | 033:470 | −14   | 31     |
| 15. | ASK Kottingbrunn           | 30  | 7  | 6  | 17 | 031:510 | −20   | 27     |
| 16. | SV Donau Wien (N)          | 30  | 6  | 9  | 15 | 023:440 | −21   | 27     |

| (N) | Neuaufsteiger der Saison 2004/05 |

Aufsteiger aus den Landesligen
- Wiener Stadtliga: SK Rapid Wien Amateure
- Landesliga Niederösterreich: ASK Schwadorf
- Landesliga Burgenland: ASK Baumgarten

### Regionalliga Mitte
Allgemeines

Hartberg enteilte im letzten Meisterschaftsdrittel dem Verfolger aus Spittal und stieg nach dem Abstieg 1998 zum zweiten Mal in der Vereinsgeschichte in die zweite Spielstufe auf. Da die Spielgemeinschaft des FC Superfund mit dem Linzer Team SK St. Magdalena aufgelöst wurde, konnte auch der Vorletzte, Union Perg, in der Liga verbleiben.
Abschlusstabelle
| Pl. | Verein                              | Sp. | S  | U  | N  | Tore    | Diff. | Punkte |
| --- | ----------------------------------- | --- | -- | -- | -- | ------- | ----- | ------ |
| 1.  | TSV Hartberg                        | 30  | 18 | 9  | 3  | 054:270 | +27   | 63     |
| 2.  | SV Spittal/Drau                     | 30  | 16 | 6  | 8  | 047:350 | +12   | 54     |
| 3.  | SV Feldkirchen                      | 30  | 16 | 5  | 9  | 043:380 | +5    | 53     |
| 4.  | ASK Voitsberg                       | 30  | 13 | 9  | 8  | 044:380 | +6    | 48     |
| 5.  | SK St. Andrä                        | 30  | 11 | 12 | 7  | 049:330 | +16   | 45     |
| 6.  | Union St. Florian                   | 30  | 11 | 11 | 8  | 045:330 | +12   | 44     |
| 7.  | ASK Köflach                         | 30  | 12 | 7  | 11 | 046:420 | +4    | 43     |
| 8.  | FC Wels                             | 30  | 11 | 7  | 12 | 041:400 | +1    | 40     |
| 9.  | SAK Klagenfurt (N)                  | 30  | 10 | 9  | 11 | 039:550 | −16   | 39     |
| 10. | SV Bad Aussee (N)                   | 30  | 10 | 7  | 13 | 038:340 | +4    | 37     |
| 11. | SK Sturm Graz Amateure              | 30  | 8  | 11 | 11 | 052:460 | +6    | 35     |
| 12. | FC Blau-Weiß Linz                   | 30  | 9  | 7  | 14 | 032:420 | −10   | 34     |
| 13. | SK St. Magdalena/Superfund Amateure | 30  | 7  | 10 | 13 | 036:420 | −6    | 31     |
| 14. | 1. FC Vöcklabruck (N)               | 30  | 7  | 10 | 13 | 037:490 | −12   | 31     |
| 15. | DSG Union Perg                      | 30  | 7  | 10 | 13 | 027:430 | −16   | 31     |
| 16. | SVG Bleiburg                        | 30  | 6  | 6  | 18 | 030:630 | −33   | 24     |

| (N) | Neuaufsteiger der Saison 2004/05 |

Aufsteiger aus den Landesligen
- Kärnten: FCK-Welzenegg Amateure
- Oberösterreich: SV Grieskirchen
- Steiermark: SV Allerheiligen

### Regionalliga West
Allgemeines

In der Regionalliga West duellierten sich der FC Lustenau bis wenige Runden vor Schluss mit der Amateurmannschaft von Red Bull Salzburg um den Titel und Aufstieg in die Erste Liga.
Zur lang anhaltenden Spannung trug bei, dass der 2:0-Sieg der Lustenauer im Auftaktspiel gegen den SAK vom Vorarlberger Fußballverband zunächst mit 3:0 für die Nonntaler strafbeglaubigt (Lustenau setzte Neuverpflichtung Özgün trotz Gelbsperre ein) wurde, doch nur eine Woche später die Kommission der Regionalliga West das vom Landesverband ausgesprochene Urteil wieder außer Kraft setzte. Erst kurz vor Meisterschaftsende, nach dem direkten Duell der Lustenauer mit Red Bull Salzburg, sprach auch die dritte Instanz die drei Punkte schließlich dem späteren Meister zu, der sich mit dem Sieg über Red Bull und den drei am grünen Tisch wiedererlangten Punkten ab diesem Zeitpunkt vom Rest des Feldes absetzen und den Wiederaufstieg fixieren konnte.
Für negative Schlagzeilen sorgten die Salzburger Vereine ASK und SAK 1914. Bis zum Saisonende hing über dem ASK das Damoklesschwert eines möglichen Konkurses, womit von einer Runde zur anderen das Antreten bzw. der Fortbestand der Mannschaft nicht gesichert schien. Beim SAK wiederum sprach sich Präsident Penco aufgrund großer finanzieller Schwierigkeiten für einen freiwilligen Abstieg in die Landesliga aus und sorgte damit für Unmut unter den eigenen Spielern. Da ein freiwilliger Abstieg jedoch einen Neustart in der letzten Spielklasse mit sich gebracht hätte, kämpften die Spieler weiterhin für den Klassenerhalt, der jedoch durch den Abstieg des FC Kufstein aus der Ersten Liga in die Regionalliga nicht erreicht werden konnte. Nach dem Abstieg des SAK in die Landesliga verließ fast die komplette Kampfmannschaft den Verein.
Abschlusstabelle
| Pl. | Verein                           | Sp. | S  | U | N  | Tore    | Diff. | Punkte |
| --- | -------------------------------- | --- | -- | - | -- | ------- | ----- | ------ |
| 1.  | FC Lustenau 07                   | 30  | 27 | 3 | 0  | 103:220 | +81   | 84     |
| 2.  | Red Bull Salzburg Amateure       | 30  | 23 | 4 | 3  | 093:310 | +62   | 73     |
| 3.  | FC Hard                          | 30  | 17 | 3 | 10 | 064:500 | +14   | 54     |
| 4.  | WSG Wattens (N)                  | 30  | 16 | 5 | 9  | 059:420 | +17   | 53     |
| 5.  | FC Blau-Weiß Feldkirch           | 30  | 13 | 8 | 9  | 049:350 | +14   | 47     |
| 6.  | RW Rankweil                      | 30  | 13 | 6 | 11 | 060:460 | +14   | 45     |
| 7.  | VfB Hohenems                     | 30  | 14 | 1 | 15 | 046:600 | −14   | 43     |
| 8.  | SV Hall                          | 30  | 12 | 3 | 15 | 055:530 | +2    | 39     |
| 9.  | SC Austria Lustenau Amateure (N) | 30  | 11 | 6 | 13 | 050:530 | −3    | 39     |
| 10. | FC Dornbirn 1913                 | 30  | 12 | 3 | 15 | 055:660 | −11   | 39     |
| 11. | SV Seekirchen 1945               | 30  | 10 | 7 | 13 | 044:480 | −4    | 37     |
| 12. | SVG Reichenau                    | 30  | 10 | 7 | 13 | 048:610 | −13   | 37     |
| 13. | SPG Axams/Götzens                | 30  | 9  | 6 | 15 | 042:580 | −16   | 33     |
| 14. | Salzburger AK 1914 (N)           | 30  | 7  | 6 | 17 | 037:630 | −26   | 27     |
| 15. | FC Zell am See                   | 30  | 6  | 6 | 18 | 044:620 | −18   | 24     |
| 16. | Innsbrucker SK                   | 30  | 0  | 6 | 24 | 018:117 | −99   | 06     |

| (N) | Neuaufsteiger der Saison 2004/05 |

Aufsteiger aus den Landesligen
- Salzburg: SV Grödig
- Tirol: Innsbrucker AC
- Vorarlberg: FC Höchst